# Madera híbrida

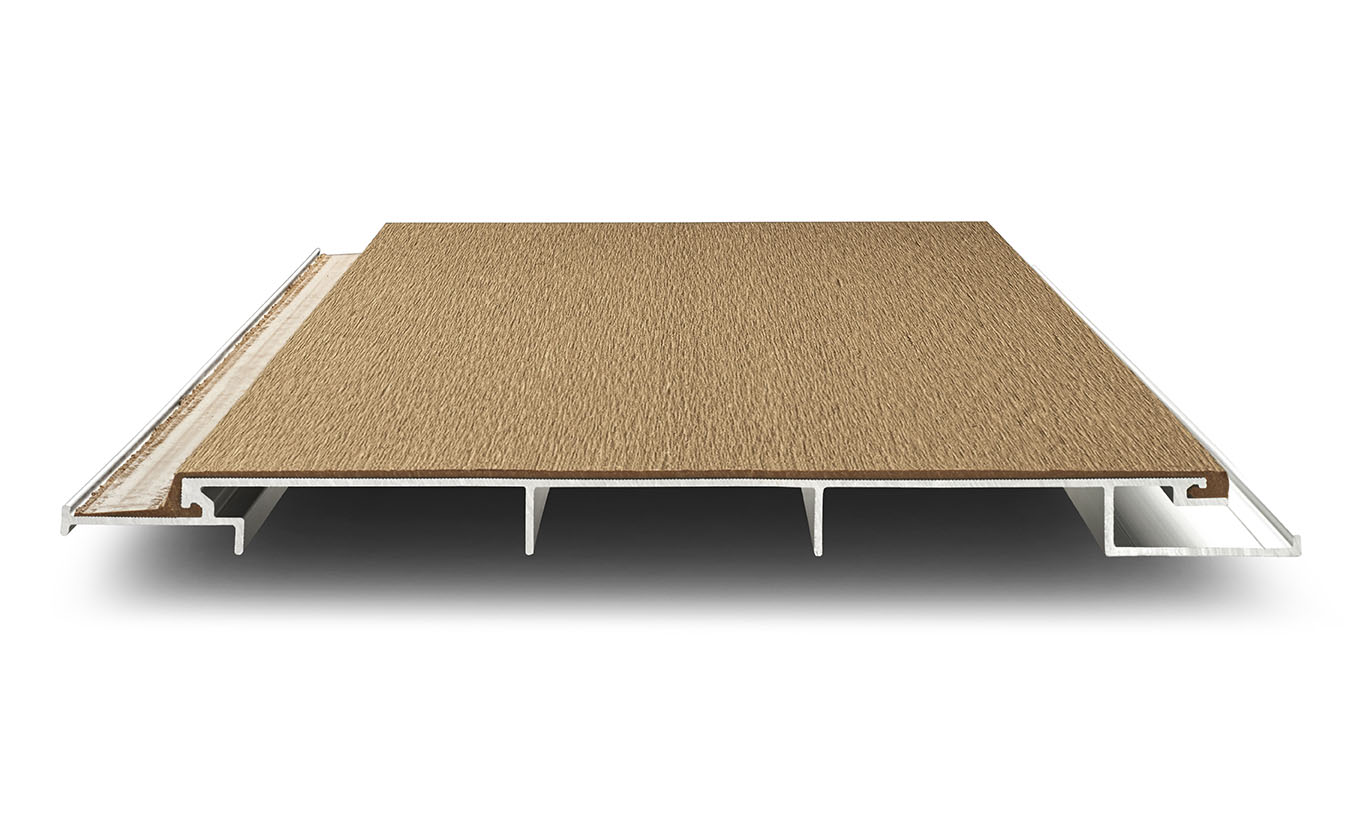
Madera híbrida

La madera híbrida o sistema de madera híbrida  (wood hybrid systems - WHS), es un material multicapas, compuesto en la cara principal de una piel hecha de madera composite (WPC), adherida a una base estructural, en general de aluminio. Inventada en Japón en el año 2008, esta evolución tecnológica, está basada en la tecnología de las maderas composites, concebidas en el origen para crear una materia sustitutiva de las maderas tropicales amenazadas y patentado en 1983
Únicamente se puede hablar de madera híbrida en tanto que la capa exterior – la madera composite – y la base – el perfil de aluminio – se adhieren totalmente uno al otro, de tal manera que no se producirá delaminación alguna sean cuales sean las condiciones climáticas o la humedad a la que se vean sometidas.
A día de hoy, la técnica de co-extrusión de una capa de adhesivo con una capa de madera composite, permite obtener la fusión de 2 materiales tan diferentes como el aluminio y la madera composite.
Este ensamblaje es tan perfecto y fuerte, que hace que el curvado de los perfiles sea posible, incluso con radios muy exigentes, haciendo que el campo de aplicación de estos materiales sea muy amplio.
En el sector de la construcción, de la decoración o del diseño, las maderas híbridas, tienen el aspecto, el tacto e incluso el olor de la madera natural. Es más fácil su instalación en obra y más resistentes que la madera natural. Sus excepcionales propiedades, hacen que la madera híbrida sea muy utilizada en exterior como en interior, para la realización de revestimientos de fachadas, persianas, brisoleils u otras aplicaciones durables, tales como el mobiliario urbano.

## Fabricación
Los perfiles de madera híbrida, son obtenidos por extrusión. La adherencia óptima entre estas 2 materias, ha sido posible por la aplicación de una capa intermedia de adhesivo co-extruido con la madera composite. Este revestimiento de composite puede estar en un solo lado/cara del perfil de aluminio si fuera necesario. El ratio de la fibra de madera y resinas así como el tipo de base, varían según las características solicitadas. La fabricación de estos perfiles suponen una toma de carbono muy débil ya que las materias primas son de origen reciclado.

## Propiedades

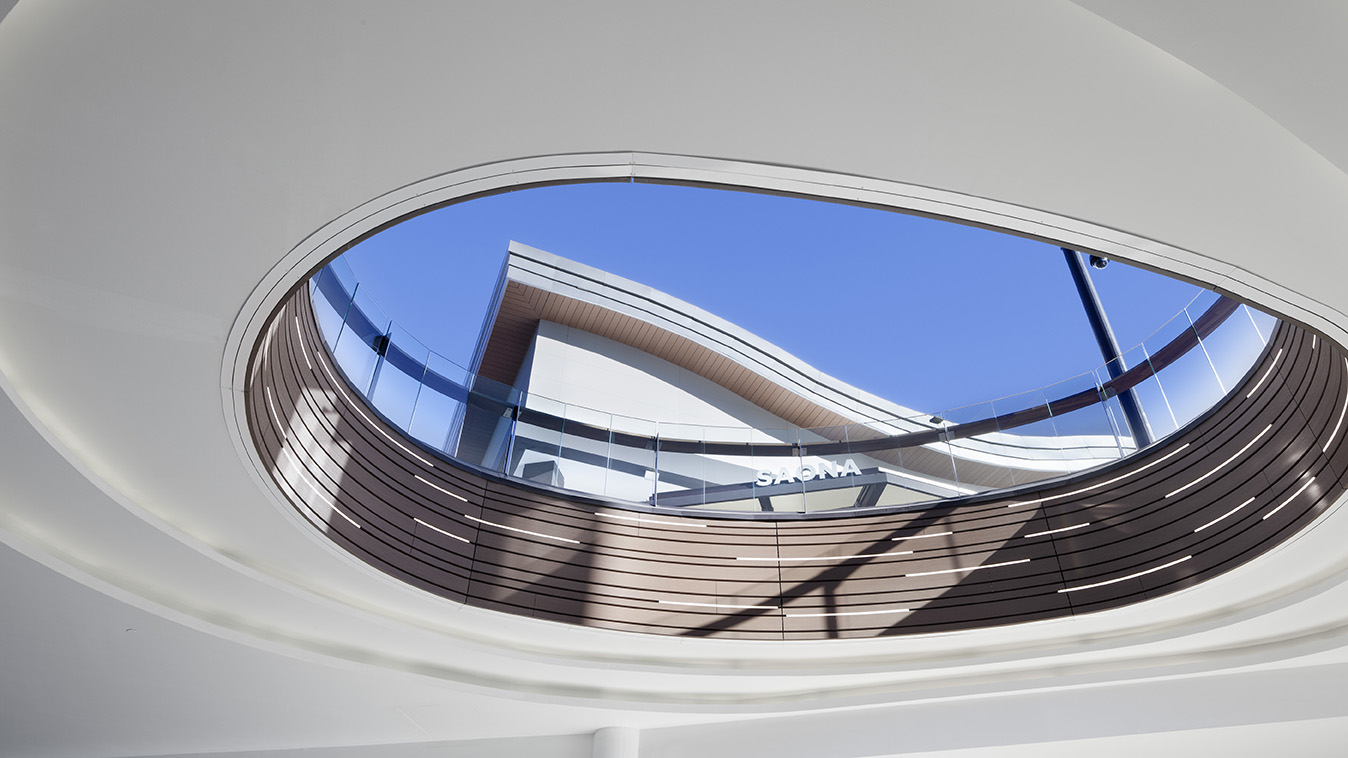
Madera híbrida (Bonaire)

La vida de las maderas híbridas, es muy superior a la de las maderas tropicales en condiciones de exterior. El aluminio utilizado para la base, permite que la lama, y en sección similar, ser más ligera, más estable ( ninguna retracción, ninguna grieta, ningún nudo), y más rígido que una lama de madera natural. Además, permite grandes distancias entre los puntos de apoyo o fijación. Con el tiempo y sin mantenimiento, el aspecto de la obra en su conjunto así como la superficie de los perfiles permanecen conforme a los deseos y expectativas del diseñador o del arquitecto. El material es imputrescible, insensible a las intemperies, al sol, a los hongos y a las termitas. La combinación de propiedades físicas sustentadas por la base en aluminio y la estética aportada por la piel hecha sobre la base de madera composite, hace que las maderas híbridas están por encima en prestaciones técnicas y propiedades que respecto a:
- La madera composite en lo relacionado con sus propiedades mecánicas, su estabilidad dimensional, su ligereza y su facilidad de colocación en obra.

- La madera natural, por su durabilidad, la conservación de su color y aspecto inicial, sus secciones y largos excepcionales y la ausencia de mantenimiento/tratamiento. No importando las condiciones climáticas u las tasas de humedad existentes.

## Historia

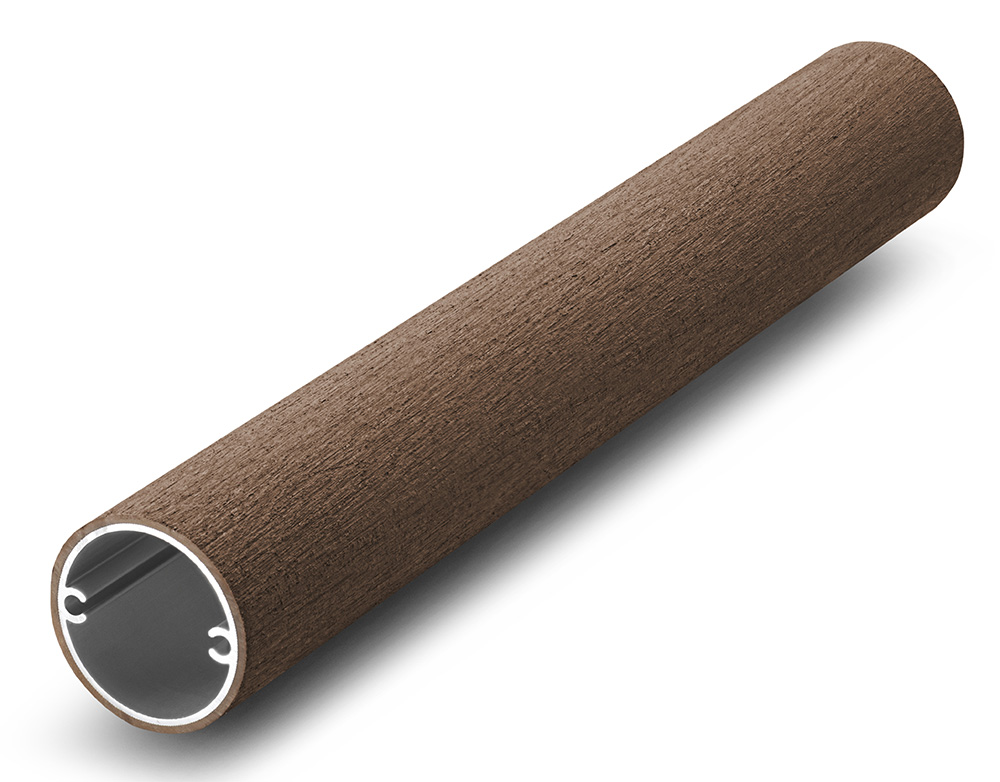
Madera híbrida

(Perfiles composites anteriores a la madera híbrida (Madera/aluminio) 
La madera composite alveolar, inventada en 1992, presenta una débil resistencia mecánica a flexión. Desde su puesta en obra, tanto para cierre de fachadas o persiana, es imperativa su combinación con el empleo de perfiles metálicos introducidos en el interior de sus alveolos a fin de evitar el efecto flecha y su deformación. Sin dichos perfiles metálicos, el riesgo de deformación es inevitable bajo la acción combinada de su exposición a condiciones de exterior, del sol o de la toma de humedad del material. La utilización de los perfiles metálicos, como refuerzo, conlleva otra dificultad: la diferencia notable de los coeficientes de dilatación entre los dos materiales ( para la madera composite y el metal de un factor 3.5) ocasionando desórdenes o alteraciones, incluso con una instalación idónea. 
Cada vez más, en los perfiles colocados horizontalmente, la permanencia/retención de agua, su condensación, entre el composite y los perfiles metálicos, reduce la durabilidad de la obra. 
Ya en 2008, importantes avances tecnológicos, permiten casar 2 tecnologías distintas: la extrusión de un componente correctamente dosificado y la aplicación por extrusión, bajo temperaturas elevadas de un adhesivo en la capa. Esta fusión de dos materiales tan diferentes, madera composite y aluminio, ha llegado a ser posible por la presencia de esta fina capa adhesiva dispuesta en sándwich entre la piel exterior y el alma central. Este avance permite hoy la puesta en el mercado de perfiles listos para instalar directamente, fáciles de colocar, teniendo el aspecto y tacto de la madera, perfectamente durables y sin mantenimiento. 

## Aplicaciones

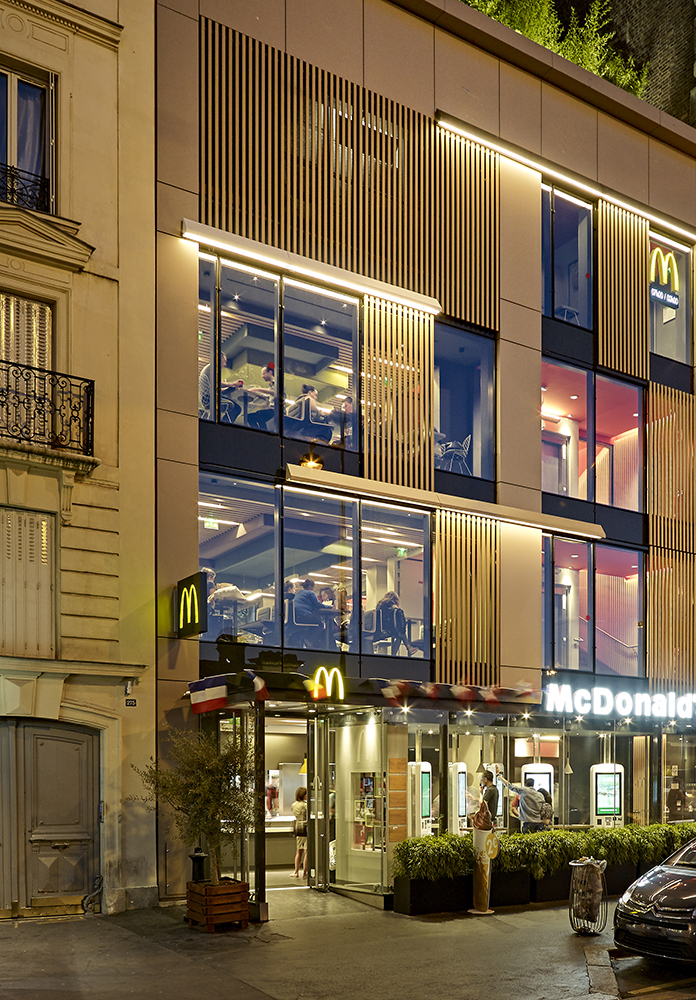
Madera híbrida (Mcdonald's Paris)

Para la obra nueva como para la rehabilitación, los perfiles de madera híbrida, son aptos para la utilización de cirres, revestimientos de fachadas ciegas y a base de perfiles con separación entre ellos, persianas …